# Лаппано
Лаппано (італ. Lappano, сиц. Lappanu) — муніципалітет в Італії, у регіоні Калабрія, провінція Козенца.
Лаппано розташоване на відстані близько 440 км на південний схід від Риму, 55 км на північний захід від Катандзаро, 7 км на схід від Козенци.
Населення — 950 осіб (2014).

## Демографія
Населення за роками:

Станом на 1 січня 2023 року в муніципалітеті офіційно проживало 30 іноземців з 9 країн, серед них 7 громадян країн Євросоюзу та 6 громадян України.

## Сусідні муніципалітети
- Челіко
- Ровіто
- Сан-П'єтро-ін-Гуарано
- Дзумпано